# Das Schwert des Barbaren
Das Schwert des Barbaren ist ein italienischer Barbarenfilm aus dem Jahre 1982. Der Film startete am 14. Januar 1983 in den deutschen Kinos.

## Handlung
Nachdem das Reich des weisen Königs Ator (möglicherweise eine Anspielung auf den Charakter Ator eines im vorhergehenden Jahr entstandenen Films) vernichtet wurde, führt sein Sohn Sangraal die Überlebenden seines Volkes auf ihrer Suche nach einer neuen Heimat. Nach langer Wanderung werden sie von einem anderen Stamm aufgenommen, doch das erregt den Zorn der bösen Feuergöttin Rani, welche keine Eindringlinge in ihrem Machtbereich duldet. Sie beauftragt ihren Diener, den Warlord Nantuk, mit der Auslöschung beider Völker und wünscht, dass Sangraal stirbt. Sangraal wird überwältigt und muss zunächst das Massaker hilflos mit ansehen, doch er wird von einem zufällig vorbeireisenden asiatischen Pfeilbogenschützen Li Wo Twan befreit. Gemeinsam mit Aki, der Tochter des ermordeten Dorfältesten, gehen sie auf die Flucht.
Ständig verfolgt von Nantuks Kriegern, die wiederholt angreifen, begeben sie sich zu den Schwarzen Bergen um Rat vom Magier Rudak einzuholen. Der empfiehlt Sangraal, eine Grotte aufzusuchen, in der sich die geheimnisvolle Waffe der Ritter der Gerechtigkeit befindet, mit welcher sich die grausame Göttin Rani vernichten lässt.
Auf dem beschwerlichen Weg wird Sangraal nicht nur mit Nantuks Kriegern konfrontiert, sondern auch mit blinden und zu schweren Blutungen neigenden aggressiven Höhlenbewohnern sowie in Baumwipfeln lebenden Affenmenschen. Letztlich aber gelingt es ihm, zu der Grotte zu gelangen und die Waffe, eine Armbrust von gigantischen Ausmaßen, an sich zu nehmen. Doch draußen wird Li umgebracht und Aki entführt. Nachdem er Nantuk im Zweikampf besiegt hat, vernichtet er Rani mittels dreier Bolzen aus der Armbrust und geht sodann mit Aki seiner Wege.

## Bedeutung
Mit Das Schwert des Barbaren wurde versucht, mit äußerst bescheidenen Mitteln von der Beliebtheit des Barbarenfilm-Genres zu profitieren. Die jederzeit erkennbare Billigkeit der Produktion, das objektiv feststellbare völlige schauspielerische Unvermögen des Hauptdarstellers und anderer beteiligter Schauspieler, eigenwillige Dialoge, plumpe Action-Szenen und bizarre Handlungssequenzen lassen den gesamten Film unfreiwillig komisch wirken. Es handelt sich somit um einen Trashfilm.

## Kritik
- „Würdiger Vertreter des Barbarenfilms. Lächerlich, hohl, klischeehaft und dumm. Trash mit Fellstiefel-Gamaschen.“ Kritikfazit auf VideoRaiders.net.

„Dumm & dämlich & langweilig dazu. Ein Film, an den man sich einen Tag später nur noch mit Mühe erinnern kann.“

## Einzelnachweis
1. ↑  Ronald M. Hahn, Volker Jansen, Norbert Stresau: Lexikon des Fantasy-Films. 650 Filme von 1900 bis 1986. Heyne, München 1986, ISBN 3-453-02273-4, S. 438.